# Loschmidtov paradoks
Loschmidtov paradoks (znan tudi kot paradoks reverzibilnosti / ireverzibilnosti ali Umkehreinwand) je
pomislek glede nezmožnosti sklepanja ireverzibilnega procesa iz časovno simetrične dinamike. Zaradi tega simetrija (skoraj) vseh znanih osnovnih fizikalnih procesov na nizkem nivoju nasprotuje vsakemu poskusu, da bi se iz njih izpeljal drugi zakon termodinamike, ki opisuje vedenje makroskopskih sistemov. Oba sta v fiziki dobro sprejeti načeli z dobro opazovalno in teoretično podporo, vendar se zdi, da sta v sporu, in zato od tod tudi paradoks.

## Izvor
Kritiko Josefa Loschmidta je izzval Boltzmannov izrek H, ki je uporabil kinetično teorijo plinov za razlago povečanja entropije v idealnem plinu iz neravnovesnega stanja med medsebojnimi trki molekul plina. Leta 1876 je Loschmidt opozoril, da če pride do gibanja sistema od časa {\displaystyle t_{0}\!\,} do časa {\displaystyle t_{1}\!\,} in do časa {\displaystyle t_{2}\!\,}, to vodi v stalno znižanje {\displaystyle H\!\,} (porast entropije) s časom, potem obstaja drugo dovoljeno stanje gibanja sistema pri {\displaystyle t_{1}\!\,}, ki se ga najde z obračanjem vseh hitrosti, pri katerih se mora {\displaystyle H\!\,} povečati. To je razkrilo, da ena od ključnih Boltzmannovih predpostavk, molekularni kaos ali Stosszahlansatz, po kateri so vse hitrosti delcev popolnoma nekorelirane, ne izhaja iz newtonovske dinamike. Lahko se trdi, da so morebitne korelacije nezanimive, in se zato odloči, da se jih zanemari – če pa to nekdo stori, spremeni konceptualni sistem in tako vnese element časovne asimetrije.
Reverzibilni zakoni gibanja ne morejo pojasniti zakaj se doživlja, da je svet trenutno v tako razmeroma nizkem entropijskem stanju (glede na ravnotežno entropijo splošne toplotne smrti), in da je imel v preteklosti še manjšo entropijo.

## Pred Loschmidtom
Kelvin je leta 1874 dve leti pred Loschmidtovim člankom branil drugi zakon termodinamike pred pomislekom glede obrata časa.

## Puščica časa
Vsak postopek, ki se redno dogaja v smeri naprej, vendar redko ali nikoli v nasprotni smeri, na primer povečanje entropije v izoliranem sistemu, določa, kaj fiziki imenujejo puščica časa v naravi. Ta izraz se nanaša le na opazovanje asimetrije v času – ni mišljeno, da bi predlagali razlago za takšne asimetrije. Loschmidtov paradoks je enakovreden vprašanju kako je mogoče, da bi obstajala termodinamična puščica časa glede na časovno simetrične osnovne zakone, saj časovna simetrija pomeni, da bi bila za vsak postopek, združljiv s temi osnovnimi zakoni, obrnjena različica, ki je izgledala točno tako kot film prvega procesa, ki se predvaja nazaj, enako združljiva z istimi osnovnimi zakoni in bi bila celo enako verjetna, če bi se izbralo začetno stanje sistema naključno iz faznega prostora vseh možnih stanj za ta sistem.
Čeprav velja, da večina puščic časa, ki jih opisujejo fiziki, predstavlja posebne primere termodinamične puščice, jih je nekaj, za katere se verjame, da niso povezane, kot kozmološka puščica časa, ki temelji na dejstvu, da se Vesolje širi in ne krči in dejstvo, da nekaj procesov v fiziki osnovnih delcev dejansko krši simetrijo časa, medtem ko spoštujejo sorodno simetrijo, znano kot simetrija CPT. V primeru kozmološke puščice večina fizikov verjame, da bi se entropija še naprej povečevala, tudi če bi se Vesolje začelo krčiti, čeprav je astrofizik Thomas Gold nekoč predlagal model, v katerem bi se termodinamična puščica v tej fazi obrnila. V primeru kršitev časovne simetrije v fiziki osnovnih delcev so stanja, v katerih se pojavijo, redka, in znano je le, da vključujejo nekaj vrst delcev mezona. Poleg tega je zaradi simetrije CPT obratna časovna smer enakovredna preimenovanju delcev kot antidelcev in obratno. Zato to ne more pojasniti Loschmidtovega paradoksa.

## Dinamični sistemi
Trenutno raziskovanje dinamičnih sistemov ponuja en možen mehanizem za pridobitev nepovratnosti iz reverzibilnih sistemov. Osrednji argument temelji na trditvi, da je pravilni način za proučevanje dinamike makroskopskih sistemov preučevanje transfernega operatorja, ki ustreza mikroskopskim enačbam gibanja. Nato se trdi, da transferni operator ni enoten (ni reverzibilen), ampak ima lastne vrednosti, katerih obseg je strogo manjši od ena – te lastne vrednosti ustrezajo razpadajočim fizikalnim stanjem. Takšen pristop je poln različnih težav – deluje dobro le pri peščici eksaktno rešljivih modelov.
Abstraktna matematična orodja, ki se uporabljajo pri preučevanju disipativnih sistemov, v splošnem vključujejo definicije mešanja, tavajočih množic in ergodične teorije.

## Fluktuacijski izrek
Eden od pristopov pri obravnavi Loschmidtovega paradoksa je fluktuacijski izrek, ki sta ga hevristično izpeljala Denis Evans in Debra Searles, in daje številčno oceno verjetnosti, da bo imel sistem, ki je zunaj ravnovesja, določeno vrednost za disipacijsko funkcijo (pogosto entropijo kot značilnost) v določenem času. Rezultat se dobi s točno časovno reverzibilnimi dinamičnimi enačbami gibanja in propozicijo univerzalne vzročnosti. Fluktuacijski izrek se dobi z uporabo dejstva, da je dinamika časovno reverzibilna. Kvantitativne napovedi tega izreka so potrdili v laboratorijskih poskusih na Avstralski narodni univerzi, ki so jih izvedli Edith Marie Sevick in sodelavci z uporabo naprave z optičnimi pincetami. Ta izrek je uporaben za prehodne sisteme, ki so sprva lahko v ravnovesju in se nato odženejo (kot je bilo to v primeru prvega poskusa Sevickove in sodelavcev), ali za kakšno drugo poljubno začetno stanje, vključno s sproščanjem proti ravnovesju. Obstaja tudi asimptotični rezultat za sisteme, ki so ves čas v ravnovesnem stanju.
V fluktuacijskem izreku je bistvena točka, ki se razlikuje od tega, kako je Loschmidt uokviril paradoks. Loschmidt je obravnaval verjetnost opazovanja ene same poti, kar je analogno poizvedovanju o verjetnosti opazovanja ene točke v faznem prostoru. V obeh teh primerih je verjetnost vedno enaka nič. Če se želi učinkovito reševati to vprašanje, je treba upoštevati gostoto verjetnosti za množico točk v majhnem območju faznega prostora ali množico poti. Fluktuacijski izrek upošteva gostoto verjetnosti za vse poti, ki so sprva v neskončno majhnem območju faznega prostora. To vodi neposredno do verjetnosti, da se pot najde bodisi v množicah poti v smeri naprej ali vzvratne poti, kar je odvisno od začetne porazdelitve verjetnosti in razpršitve, ki nastaja, ko se sistem razvija. Prav ta ključna razlika v pristopu omogoča, da fluktuacijski izrek pravilno reši paradoks.

## Prapok
Drug način ukvarjanja z Loschmidtovim paradoksom je, da se drugi zakon termodinamike pogleda kot izraz množice mejnih pogojev, v katerem ima časovna koordinata Vesolja izhodišče nizke entropije – prapok. S tega vidika puščico časa v celoti določa smer, ki vodi stran od prapoka, domnevno vesolje z največjo entropijo pri prapoku pa ne bi imelo puščice časa. Teorija kozmične inflacije poskuša utemeljiti, zakaj je imelo zgodnje Vesolje tako nizko entropijo.